# Witold Kubala
Witold Kubala (ur. 8 maja 1970 w Łodzi) – polski piłkarz, występujący na pozycji napastnika.

## Życiorys
Wychowanek Widzewa Łódź, którego juniorem był w latach 1985–1988. Na początku seniorskiej kariery występował w Borucie Zgierz. W 1990 roku za sprawą Zbigniewa Tądera przeszedł do Widzewa. W sezonie 1990/1991 rozegrał w barwach łódzkiego klubu 30 meczów w II lidze, a Widzew awansował wówczas do I ligi. W najwyższej polskiej klasie rozgrywkowej zadebiutował 27 lipca 1991 roku w wygranym 5:0 spotkaniu z Igloopolem Dębica. Ogółem w całym sezonie wystąpił w 14 ligowych meczach, z czego jedynie sześć z nich rozpoczął w podstawowym składzie. Po zakończeniu sezonu wraz ze Sławomirem Chałaśkiewiczem przeszedł do Hansy Rostock. W 2. Bundeslidze zadebiutował 12 lipca w wygranym 1:0 meczu z FC Remscheid, a w kolejnym spotkaniu – z Carl Zeiss Jena – zdobył gola. Ogółem wystąpił w 19 meczach ligowych, zdobył także bramkę w wygranym 2:0 pucharowym meczu z VfB Stuttgart. W marcu 1993 roku zagrał ostatni mecz w barwach Hansy, a rok później zakończył karierę.

## Statystyki ligowe
| Sezon     | Klub          | Liga          | Mecze | Gole |
| --------- | ------------- | ------------- | ----- | ---- |
| 1990/1991 | Widzew Łódź   | II liga       | 30    | 2    |
| 1991/1992 | Widzew Łódź   | I liga        | 14    | 0    |
| 1992/1993 | Hansa Rostock | 2. Bundesliga | 19    | 1    |
| 1993/1994 | Hansa Rostock | 2. Bundesliga | 0     | 0    |